# Agrypon ohioense
Agrypon ohioense là một loài tò vò trong họ Ichneumonidae.